# Monte San Valentín
Le Monte San Valentín, ou mont Saint-Valentin, également connu sous le nom de Monte San Clemente, est la plus haute montagne de la Patagonie chilienne et la plus haute montagne au sud du 40° Sud en dehors de l'Antarctique. 
Le Monte San Valentín peut être gravi depuis Lago Leones, au sud-est, ou depuis Laguna San Rafael, à l'ouest. L'ascension est longue et peut être rendue difficile par les conditions météorologiques. Les accidents mortels ne sont pas rares.[réf. nécessaire]
L'altitude de la montagne est sujette à débat. Elle fut estimée à l'origine à 3 876 m par Otto Nordenskjöld en 1921 puis plus tard à 4 058 m. L'altitude communément acceptée aujourd'hui et citée ici fut déterminée plus tard. Une expédition française, comprenant deux géomètres, gravit le San Valentín en 1993 et calcula une altitude de 4 080 ±20 m en utilisant un GPS. En 2001, une expédition chilienne mesura une altitude de 4 070 ±40 m, également par GPS. Les données SRTM concordent sur une altitude supérieure à 4 000 mètres. Mais les cartes de IGM chilienne ne lui donnent que 3 910 mètres. Les cartes de la ChIGM sont habituellement précises et fiables, mais le sommet est uniformément blanc, ce qui a pu poser certains problèmes aux cartographes.